# Aubin Gateretse
Aubin Gateretse (16 augustus 2001) is een Belgisch basketballer.

## Carrière
Gateretse speelde in de jeugd van Spirou Charleroi en trok in de middelbare school naar de Verenigde Staten en ging naar Calusa Preparatory School. In 2021 ging hij collegebasketbal spelen voor de Stetson Hatters en speelde daar tot in 2024; hij speelde daar samen met Stephan Swenson en Jalen Blackmon. Hij speelde in het seizoen 2024/25 voor de Utah State Aggies. In de NBA draft van 2025 werd hij niet gekozen. Hij tekende zijn eerste profcontract bij de Belgische eersteklasser Limburg United.